# Azara
Azara è un comune spagnolo di 219 abitanti situato nella comunità autonoma dell'Aragona.

Fa parte della comarca del Somontano de Barbastro.